# Jürgen Hardeck
Jürgen Hardeck (* 18. Mai 1958 in Hachenburg) ist ein deutscher Religions- und Kulturwissenschaftler. Er ist seit 2021 Staatssekretär im Ministerium für Familie, Frauen, Kultur und Integration Rheinland-Pfalz.

## Leben
Hardeck legte 1979 das Abitur am Gymnasium Marienstatt ab. Von 1981 bis 1989 studierte er Vergleichende Religionswissenschaft, Philosophie und Sinologie an der Rheinischen Friedrich-Wilhelms-Universität Bonn. Dort erreichte er 1986 einen Magister Artium-Abschluss und 1989 wurde er dort zum Dr. phil. mit der Dissertation Religion im Werk von Erich Fromm. Eine religionswissenschaftliche Untersuchung promoviert.
Bereits vor dem Abitur und neben dem Studium war er von 1978 bis 1989 als ehrenamtlicher und freiberuflicher Kulturveranstalter im Westerwald tätig. Im Jahr 1990 trat er als Kulturreferent der Stadt und der Verbandsgemeinde Hachenburg in den öffentlichen Dienst ein. Er wechselte 1995 als Referent in das Kulturministerium Rheinland-Pfalz und wurde gleichzeitig künstlerischer Geschäftsführer des Kultursommers Rheinland-Pfalz. Zum 1. Januar 2022 hat Teneka Beckers die Gesamtleitung des Kultursommers in der Nachfolge von Jürgen Hardeck, der 27 Jahre die Geschäftsführung innehatte, übernommen. Im Kulturministerium war er seit 2016 Referatsgruppenleiter und stellvertretender Leiter der Kulturabteilung.
Seit 2004 nimmt er einen Lehrauftrag an der Jazzabteilung der Hochschule für Musik der Johannes Gutenberg-Universität Mainz und seit 2007 eine Honorarprofessur an der Johannes Gutenberg-Universität Mainz wahr.
Er ist Vorsitzender des Internationalen Erich-Fromm-Gesellschaft e. V., wo er 1986 Mitglied wurde.
Zum 18. Mai 2021 wurde Hardeck unter Ministerin Katharina Binz zum Staatssekretär im Ministerium für Familie, Frauen, Kultur und Integration Rheinland-Pfalz ernannt. Als Staatssekretär ist er besonders für die Kultur zuständig.

## Veröffentlichungen (Auswahl)
- Religion im Werk von Erich Fromm: eine religionswissenschaftliche Untersuchung. LIT Verlag, 1990, ISBN 978-3-88660-730-3.
- Vernunft und Liebe: Religion im Werk von Erich Fromm. Ullstein Verlag, 1992, ISBN 978-3-548-34944-2.
- Erich Fromm: Leben und Werk. Wissenschaftliche Buchgesellschaft, Darmstadt 2005, ISBN 978-3-534-15403-6.
- Erich Fromm: Leben und Werk. Primus-Verlag, Darmstadt 2005, ISBN 978-3-89678-533-6.